# Wolfgang Michael (Schauspieler)
Wolfgang Michael (* 15. Juni 1955 in Heinsberg) ist ein deutscher Schauspieler.

## Leben
Wolfgang Michael absolvierte seine Schauspielausbildung an der Folkwang-Hochschule in Essen und schloss sie 1980 mit dem Diplom ab. Seine ersten Theaterengagements führten ihn 1981 nach Bremen und von 1982 bis 1987 an das Nationaltheater Mannheim. 1987 holte Intendant Frank-Patrick Steckel ihn an das Schauspielhaus Bochum. Hier begann seine bis heute währende Zusammenarbeit mit der Regisseurin Andrea Breth. Seine erste Hauptrolle unter Andrea Breth spielte er 1987 als Leutnant Wiczewski in dem Sezessionskriegsdrama Süden von Julien Green an der Seite von Andrea Clausen und Nicole Heesters. Michael blieb bis 1993 in Bochum und wechselte dann gemeinsam mit Andrea Breth an die Berliner Schaubühne am Lehniner Platz. Von 1999 bis 2009 gehörte er dem Ensemble des Burgtheaters in Wien an. Zu Beginn der Intendanz von Oliver Reese in der Spielzeit 2009/10 wechselte Michael an das Schauspiel Frankfurt. Seit 2017 ist er Ensemblemitglied des Berliner Ensemble.
Wolfgang Michaels Auftritte abseits der Theaterbühne sind äußerst selten. Er übernahm bisher nur wenige Episodenrollen in verschiedenen Krimireihen und kleinere Rollen in Fernseh- und Kinofilmen. Seit 2021 ist er jedoch als Hausmeister Wilhelm in der Prime-Video-Serie Die Discounter zu sehen.

## Theaterarbeiten (Auswahl)
Schauspielhaus Bochum
- Leutnant Wiczewski in Süden von Julien Green
- Kreon in Antigone von Sophokles
- Major von Tellheim in Minna von Barnhelm von Gotthold Ephraim Lessing
- Herzog Orsino in Was ihr wollt von William Shakespeare

Schaubühne am Lehniner Platz
- 1993: Ejlert Lövborg in Hedda Gabler von Henrik Ibsen – Regie: Andrea Breth
- Trigorin in Die Möwe von Anton Tschechow
- Sylvester in Die Familie Schroffenstein von Heinrich von Kleist

Burgtheater Wien
- Astrow in Onkel Wanja von Anton Tschechow
- Hektor in Troilus und Cressida von William Shakespeare
- Robespierre in Dantons Tod von Georg Büchner
- Conti in Emilia Galotti von Gotthold Ephraim Lessing
- Henry in  Der Löwe im Winter von James Goldman

Theater in der Josefstadt
- Murau in Auslöschung von Thomas Bernhard

Berliner Ensemble
- Wolfgang in Galileo Galilei. Das Theater und die Pest von und nach Bertolt Brecht
- Goodwill in Der aufhaltsame Aufstieg des Arturo Ui von und nach Bertolt Brecht
- Marc in Kunst von Yasmina Reza

## Filmografie (Auswahl)
- 1993: Wehner – die unerzählte Geschichte – Regie: Heinrich Breloer
- 1995: Das Glück meiner Schwester – Regie: Angela Schanelec
- 1999: Abendland – Regie: Fred Kelemen
- 2001: Mein langsames Leben – Regie: Angela Schanelec
- 2002: Brüder – Regie: Wolfgang Murnberger
- 2003: Eierdiebe – Regie: Robert Schwentke
- 2003: Brüder II – Regie: Wolfgang Murnberger
- 2004: Edelweißpiraten – Regie: Niko von Glasow
- 2006: Bella Block: Mord unterm Kreuz – Regie: Hans Steinbichler
- 2007: Die Schatzinsel – Regie: Hansjörg Thurn
- 2008: Palermo Shooting – Regie: Wim Wenders
- 2008: Polizeiruf 110: Wie ist die Welt so stille – Regie: Alain Gsponer
- 2010: Morgen musst Du sterben – Regie: Niki Stein
- 2010: Tatort: Wie einst Lilly – Regie: Achim von Borries
- 2011: Tatort: Tod einer Lehrerin – Regie: Thomas Freundner
- 2011: Nacht ohne Morgen
- 2012: Mord mit Aussicht – Waldhaus Amore
- 2015: Tatort: Das Haus am Ende der Straße – Regie: Sebastian Marka
- 2015: Ewige Jugend – Regie: Paolo Sorrentino
- 2016: Das Märchen vom Schlaraffenland (ARD-Märchen)
- 2019: Ich war zuhause, aber – Regie: Angela Schanelec
- 2019: Mein Schwiegervater, der Camper – Regie: Holger Haase
- 2021: Blood Red Sky
- seit 2021: Die Discounter – Regie: Emil und Oskar Belton sowie Bruno Alexander
- 2022: SOKO Potsdam (Fernsehserie, Folge Raumwunder)
- 2023: Kroymann (Satiresendung, Kroymann und das liebe Geld)
- 2023: Polizeiruf 110: Nur Gespenster
- 2024: Polizeiruf 110: Diebe
- 2024: SOKO Köln (Fernsehserie, Folge Tanz oder gar nicht)

## Hörspiele (Auswahl)
- 1995: Werner Buhss: Kein Lied nach meinem mehr – Regie: Werner Buhss (Hörspiel – DLR)
- 1996: Gabriele Bigott: Mieze, Tarzan und Paul Klee (Dichter) – Regie: Werner Buhss (Kinderhörspiel – DLR)
- 2004: Ulrich Wildgruber: Der Lachszug der Wörter – Regie: Andrea Getto (Hörspiel – HR)
- 2005: Jane Bowles: Zwei sehr ernsthafte Damen – Bearbeitung/Regie: Heike Tauch (Hörspiel – DLR)
- 2013: Joseph Mitchell: Die Zigeunerinnen von New York – Bearbeitung und Regie: Ulrich Gerhardt (Hörspiel – DKultur)
- 2014: Feridun Zaimoglu: Paulus – Regie: Oliver Sturm (Hörspiel – HR/DLF)
- 2020: Robert Harris: Der zweite Schlaf (George Revel) – Regie: Leonhard Koppelmann (Hörspielbearbeitung – HR/Der Hörverlag)
- 2024: Tove Jansson: Die Mumins – Regie: Hannah Georgi (Hörspiel – WDR)[3]
- 2024: John Steinbeck: Früchte des Zorns – Regie: Christiane Ohaus (Hörspiel-Serie – NDR)
- 2024: Oliver Sturm: Die Erschöpften – Regie: Oliver Sturm (Hörspiel-Serie – NDR/DLR)
- 2025: Jette Volland: Forever Club – Regie: Jette Volland (Hörspiel-Serie – WDR)[4]